# L'Emprise
L'Emprise är ett musikalbum av Mylène Farmer, släppt den 25 november 2022 på skivbolaget Stuffed Monkey.

## Låtlista
| Nr           | Titel                                      | Text          | Musik                                           | Producent               | Längd |
| ------------ | ------------------------------------------ | ------------- | ----------------------------------------------- | ----------------------- | ----- |
| 1.           | Invisibles                                 | Mylène Farmer | Yoann Lemoine                                   | Woodkid                 | 3:35  |
| 2.           | À tout jamais                              | Mylène Farmer | Yoann Lemoine                                   | Woodkid, Tepr           | 3:46  |
| 3.           | Que l'aube est belle                       | Mylène Farmer | Yoann Lemoine                                   | Woodkid                 | 5:08  |
| 4.           | L'Emprise                                  | Mylène Farmer | Yoann Lemoine                                   | Tepr, Woodkid           | 3:54  |
| 5.           | Do You Know Who I Am                       | Mylène Farmer | Darius Keeler                                   | Archive, Jérôme Devoise | 4:03  |
| 6.           | Rallumer les étoiles                       | Mylène Farmer | Moby                                            | Moby                    | 4:24  |
| 7.           | Rayon vert (med AaRON)                     | AaRON         | AaRON                                           | AaRON                   | 3:45  |
| 8.           | Ode à l'apesanteur                         | Mylène Farmer | Yoann Lemoine                                   | Woodkid                 | 3:32  |
| 9.           | Que je devienne...                         | Mylène Farmer | Yoann Lemoine                                   | Woodkid                 | 4:14  |
| 10.          | Ne plus renaître                           | Mylène Farmer | Darius Keeler                                   | Archive, Jérôme Devoise | 6:06  |
| 11.          | D'un autre part                            | Mylène Farmer | Tanguy Destable, Yoann Lemoine                  | Tepr, Woodkid           | 3:12  |
| 12.          | Bouteille à la mer                         | Mylène Farmer | Armen Paul, Dimitri Ehrlich, Moby, Pete Gordeno | Moby, Philip Larsen     | 4:16  |
| 13.          | Rayon vert (med AaRON; version piano voix) | AaRON         | AaRON                                           | AaRON                   | 3:12  |
| 14.          | Invisibles (Version piano voix)            | Mylène Farmer | Yoann Lemoine                                   | Woodkid                 | 3:32  |
| Total längd: | Total längd:                               | Total längd:  | Total längd:                                    | Total längd:            | 56:39 |

## Listplaceringar och certifikat
| Lista (2022)        | Högsta position | Certifikat | Antal sålda |
| ------------------- | --------------- | ---------- | ----------- |
| Belgien (Flandern)  | 47              | —          | —           |
| Belgien (Vallonien) | 1               | —          | —           |
| Frankrike           | 1               | Platinum   | 100 000     |
| Schweiz             | 1               | —          | —           |
| Schweiz (Romandiet) | 1               | —          | —           |

## Fotnoter
1. ↑  läs online, Internet Archive .[källa från Wikidata]
2. ↑  läs online, Internet Archive .[källa från Wikidata]
3. ↑  Charles Van Dievort (10 december 2022). ”Six albums à retrouver sous le sapin… ou pas” (på franska). La DH Les Sports+. https://www.dhnet.be/medias/musique/2022/12/10/six-albums-a-retrouver-sous-le-sapin-ou-pas-74I2RDQMBJFD7DEFUGEN6OCQKU/. Läst 26 december 2022.
4. ↑  Jaime Cristóbal (19 december 2022). ”Mylène Farmer / L’Emprise” (på spanska). Jenesaispop. https://jenesaispop.com/2022/12/19/446889/mylene-farmer-lemprise/. Läst 26 december 2022.
5. ↑  François Armanet, Philippe Cassard, Sophie Delassein, Xavier Leherpeur (16 december 2022). ”Zazie, Elysian Fields, Mylène Farmer… Les disques à écouter pour ambiancer votre week-end” (på franska). L'Obs. https://www.nouvelobs.com/musique/20221216.OBS67227/zazie-elysian-fields-mylene-farmer-les-disques-a-ecouter-pour-ambiancer-votre-week-end.html. Läst 26 december 2022.
6. ↑  Eric Bureau (23 november 2022). ”Que vaut «l’Emprise», le nouvel album de Mylène Farmer, réalisé avec Woodkid, Moby et Aaron ?” (på franska). Le Parisien. https://www.leparisien.fr/culture-loisirs/musique/que-vaut-lemprise-le-nouvel-album-de-mylene-farmer-realise-avec-woodkid-moby-et-aaron-23-11-2022-7H6JGJKUIFAXTFXDPFCHULDIBM.php. Läst 26 december 2022.
7. ↑  Julien Goncalves (25 november 2022). ”Mylène Farmer : que vaut son nouvel album "L'emprise" ? Notre critique !” (på franska). Charts in France. http://www.chartsinfrance.net/Mylene-Farmer/news-123190.html. Läst 26 december 2022.
8. ↑  ”Mylène Farmer - L'emprise” (på nederländska). ultratop.be. https://www.ultratop.be/nl/album/7c4f9/Mylene-Farmer-L'emprise. Läst 26 december 2022.
9. ↑  ”Mylène Farmer - L'emprise” (på franska). ultratop.be. https://www.ultratop.be/fr/album/7c4f9/Mylene-Farmer-L'emprise. Läst 26 december 2022.
10. ↑  ”Mylène Farmer - L'emprise” (på franska). lescharts.com. https://lescharts.com/showitem.asp?interpret=Myl%E8ne+Farmer&titel=L%27emprise&cat=a. Läst 26 december 2022.
11. ↑  ”Les certifications” (på franska). SNEP. http://snepmusique.com/les-certifications/?categorie=Albums&interprete=Mylène+Farmer&titre=L%27Emprise. Läst 26 december 2022.
12. ↑  ”Mylène Farmer : déjà 100.000 ventes pour l'album "L'emprise", certifié platine” (på franska). Charts in France. http://www.chartsinfrance.net/Mylene-Farmer/news-123365.html. Läst 26 december 2022.
13. ↑  ”Mylène Farmer - L'emprise” (på franska). hitparade.ch. https://hitparade.ch/album/Mylene-Farmer/L'emprise-509177. Läst 26 december 2022.
14. ↑  ”Mylène Farmer - L'emprise” (på franska). lescharts.com. https://lescharts.ch/showitem.asp?interpret=Myl%E8ne+Farmer&titel=L%27emprise&cat=a. Läst 26 december 2022.